# Gesundbrunnen (metrostation)
Gesundbrunnen is een metrostation in de Duitse hoofdstad Berlijn dat in 1910 werd geopend onder het gelijknamige spoorwegstation.

## Ontwerp, aanleg en opening

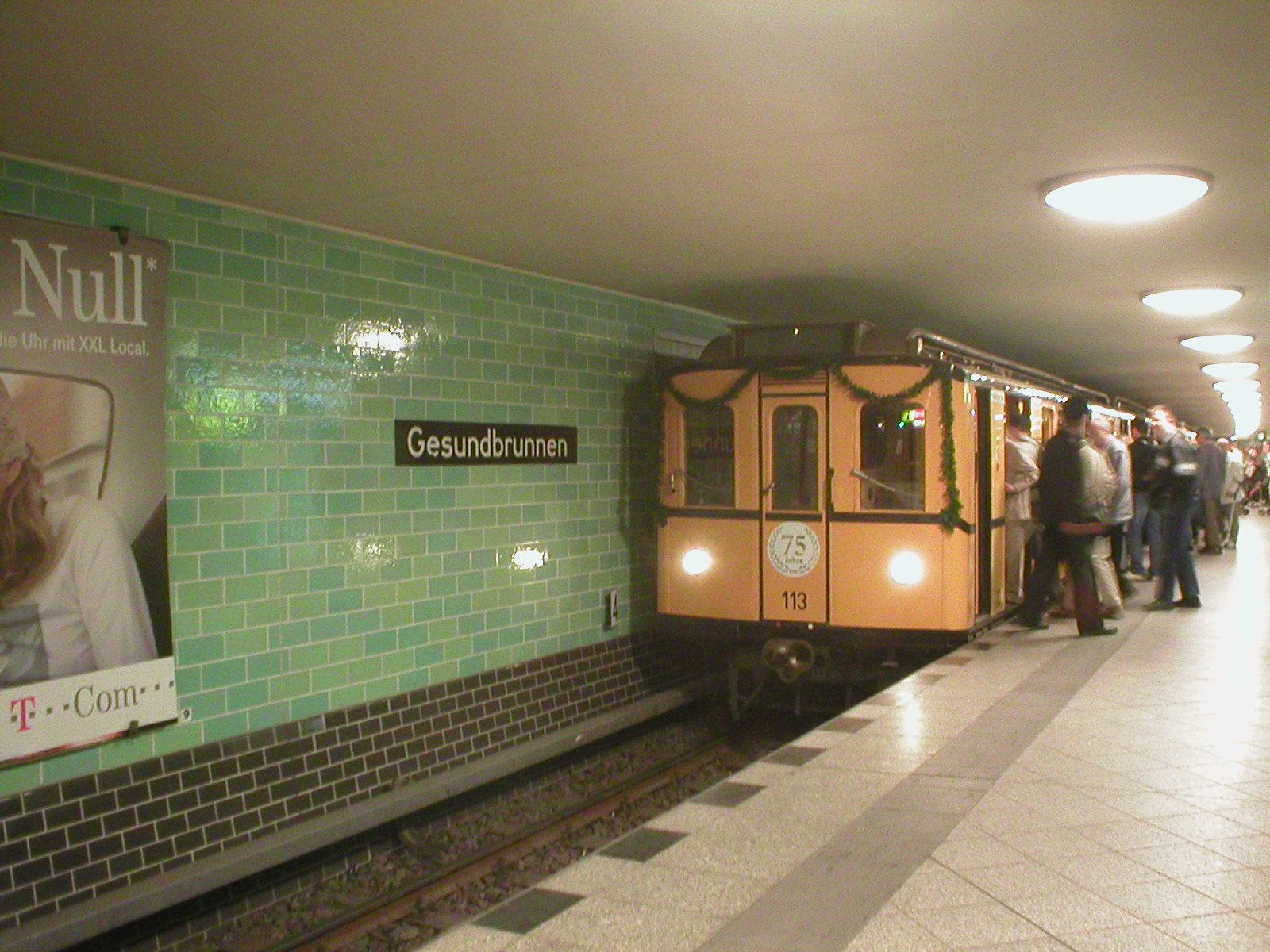
Treinstel van de serie BII tijdens een extrarit in Gesundbrunnen

Het ontwerp voor een noord-zuidlijn, de huidige U8 werd al in 1907 door AEG ingediend bij het Berlijnse stadsbestuur. De onderhandelingen over de uitvoering verliepen moeizaam. In 1912 werden de betrokkenen het eens om de lijn gedeeltelijk als luchtspoor uit te voeren. Na verschillende protesten besloten de stad en AEG het zuidelijke deel van het traject tot aan Hermannplatz ondergronds aan te leggen. Net als Siemens met de Hochbahngesellschaft richtte ook AEG een dochterbedrijf voor de metrobouw op, de AEG-Schnellbahn AG. Door de Eerste Wereldoorlog en de daaropvolgende inflatie kwam AEG in moeilijkheden en AEG staakte de bouw in oktober 1919. Nadat de stad een rechtszaak begon werd AEG-Schnellbahn-AG geliquideerd en kreeg Berlijn de ruwbouw in eigendom. De stad paste de route deels aan en besloot om ook het noordelijke deel naar gesundbrunnen ondergronds aan te leggen. Vanaf 1926 werd de bouw door de stad zelf ter hand genomen.
Nadat het zuidelijke deel al in 1927 geopend kon worden kon Gesundbrunnen op 18 april 1930 worden geopend. De vormgeving van het station was in handen van Alfred Grenander, die het station, net als eerder bij Alexanderplatz, voorzag van rechthoekige turkooise tegels. Het metrostation ligt onder een scherpehoek onder de perrons van de ringlijn en de langeafstands en voorstadsdiensten. Het 15 meter brede eilandperron heeft toegangen aan beide uiteinden en verbindingen met de bovengelegen perrons. In verband met de ligging onder de spoorlijnen op 14,75 meter onder het straatoppervlak waren de beide toegangen van meet af aan voorzien van roltrappen, destijds de langste van Duitsland, heden nog steeds de langste van de Berlijnse metro. Europa. Tussen de metrotunnel en het straatniveau zijn dienstruimtes gerealiseerd.
Het metrostation kreeg een eigen vierkant toegangsgebouw op de hoek van de Brunnen- / Behmstraße. Het was ontworpen door de Zweedse architect Grenander in de stijl van de nieuwe zakelijkheid.

### Tweede Wereldoorlog
Al in 1935 werd een schuilkelder onder het noordelijke toegangsgebouw van het metrostation gebouwd. Nadat de Tweede Wereldoorlog was uitgebroken werden op grote schaal schuilkelders bijgebouwd en ook bij metrostation Gesundbrunnen werden holle ruimtes die tijdens de aanleg door de grote diepte waren ontstaan opgevuld met schuilkelders. Hierdoor kreeg Gesundbrunnen vier schuilkelders, van zuid naar noord;  
Tussen de tunnel en de kelder van de gebouwen op de hoek  Ramlerstraße /  Badstraße
Onder het zuidelijk toegangsgebouw
Onder het noordelijke toegangsgebouwen
Boven de keersporen onder de Blochplatz 
Daarnaast werd er op perronniveau een kleine schuilkelder met 3 ruimtes gebouwd die eind jaren 70 is verwijderd. Een aantal schuilkelders is door de vereniging Berliner Unterwelten gehuurd van de BVG en worden als tentoonstellingsruimte gebruikt.

### Wederopbouw
Na afloop van de oorlog werd al op 22 mei 1945 weer een pendeldienst gestart tussen Gesundbrunnen en Rosenthaler Platz. Vanaf juni was lijn D, de huidige U8 weer over de volle lengte in gebruik. Op 18 mei 1952 werd het langeafstandsverkeer gestaakt en sloot de BVG de verbindingen tussen de betreffende perrons en het metrostation. De bouw van de muur betekende dat het noordelijk deel van lijn D van de rest van het net werd geïsoleerd. Daarna reden de metro's zonder te stoppen tussen Voltastraße en Moritzplatz langs de spookstations onder Oost-Berlijn.
Op 1 maart 1966 werden de West-Berlijnse metrolijnen genummerd, waarbij lijn D voortaan als Linie 8 verder ging. Om het noordelijke deel van Linie 8 te verbeteren werd de lijn via de Pankstraße verlengd naar Osloer Straße waar men sinds 7 oktober 1977 op Linie 9 kan overstappen. Hiermee konden andere delen van de stad worden bereikt zonder een rit onder de DDR.

### Na de Hereniging
De verbindingstunnels met de perrons voor het langeafstandsverkeer werden op 25 mei 1991 heropend. Omdat bij de heropening geen afwatering was aangebracht moest de tunnel na de eerst grote regenbui weer gesloten worden. De definitieve opening volgde pas na de herbouw van het S-Bahn-station.
De noordelijke uitgang zou in het Gesundbrunnen-Center worden ingebouwd. Hiertoe zou de tot monument verklaarde toegang moeten worden afgebroken. Door samenwerking tussen de senaat en de investeerder werd een oplossing gevonden voor het behoud van de toegang. Alle de rechtstreekse uitgang aan de Behmstraße is dichtgemetseld. Tegenwoordig is hier een bloemenwinkel gevestigd.

Wittenau  · 
Rathaus Reinickendorf · 
Karl-Bonhoeffer-Nervenklinik  · 
Lindauer Allee · 
Paracelsus-Bad · 
Residenzstraße · 
Franz-Neumann-Platz (Am Schäfersee) · 
Osloer Straße  · 
Pankstraße · 
Gesundbrunnen   · 
Voltastraße · 
Bernauer Straße · 
Rosenthaler Platz · 
Weinmeisterstraße · 
Alexanderplatz     · 
Jannowitzbrücke  · 
Heinrich-Heine-Straße · 
Moritzplatz · 
Kottbusser Tor  · 
Schönleinstraße · 
Hermannplatz  · 
Boddinstraße · 
Leinestraße · 
Hermannstraße 